# Rubika
 (mars 2025).
Si vous disposez d'ouvrages ou d'articles de référence ou si vous connaissez des sites web de qualité traitant du thème abordé ici, merci de compléter l'article en donnant les références utiles à sa vérifiabilité et en les liant à la section « Notes et références ».
Rubika est une école fondée en 1988 à Valenciennes, en France Elle est spécialisée dans les domaines du cinéma d’animation2D/3D, du jeu vidéo et du design industriel.
L’école est présente sur plusieurs campus, en France, au Canada et en Inde.

## Histoire
Rubika est née de la fusion de trois écoles : Supinfocom (animation 3D), Supinfogame (jeu vidéo) et ISD (design).

## Cursus
L’école propose des formations de niveau Bachelor et Master, selon les campus avec des spécialisations dans :
- Animation 3D : modélisation, animation, effets visuels (VFX), etc.
- Jeu vidéo : game design, programmation, game art, etc.
- Design : design produit, transport, UX/UI, etc.

Les cursus sont reconnus par l’État français et certains diplômes sont visés par le Ministère de l’Enseignement Supérieur et de la Recherche.

## Classements et Reconnaissance
L’école est régulièrement classée parmi les meilleures écoles mondiales dans ses domaines d’expertise[réf. nécessaire]. Ses étudiants remportent fréquemment des prix prestigieux dans des festivals et compétitions internationales comme les Annie Awards, le SIGGRAPH ou encore les Game Awards[source insuffisante].

## Polémiques
En avril 2021, Libération et Gamekult publient une enquête sur les écoles de jeu vidéo. Cet ensemble de 3 articles dénoncent la culture du surtravail, le sexisme, le racisme, les violences sexuelles et l'amateurisme de plusieurs établissements dont notamment Rubika.